# Federación de baloncesto de Catar
La QBF (por sus siglas en inglés, Qatar Basketball Federation) es el organismo que rige las competiciones de clubes y la Selección nacional de Catar. Pertenece a la asociación continental FIBA Asia.

## Registros
- 8 clubes registrados